# Chiesa e monastero di San Bartolomeo
Il monastero e l'annessa chiesa di San Bartolomeo, comunemente detto San Bortolo, furono un'antica istituzione religiosa della città di Vicenza. Del complesso di edifici oggi rimane l'antico chiostro, parte dell'ospedale civile della città.

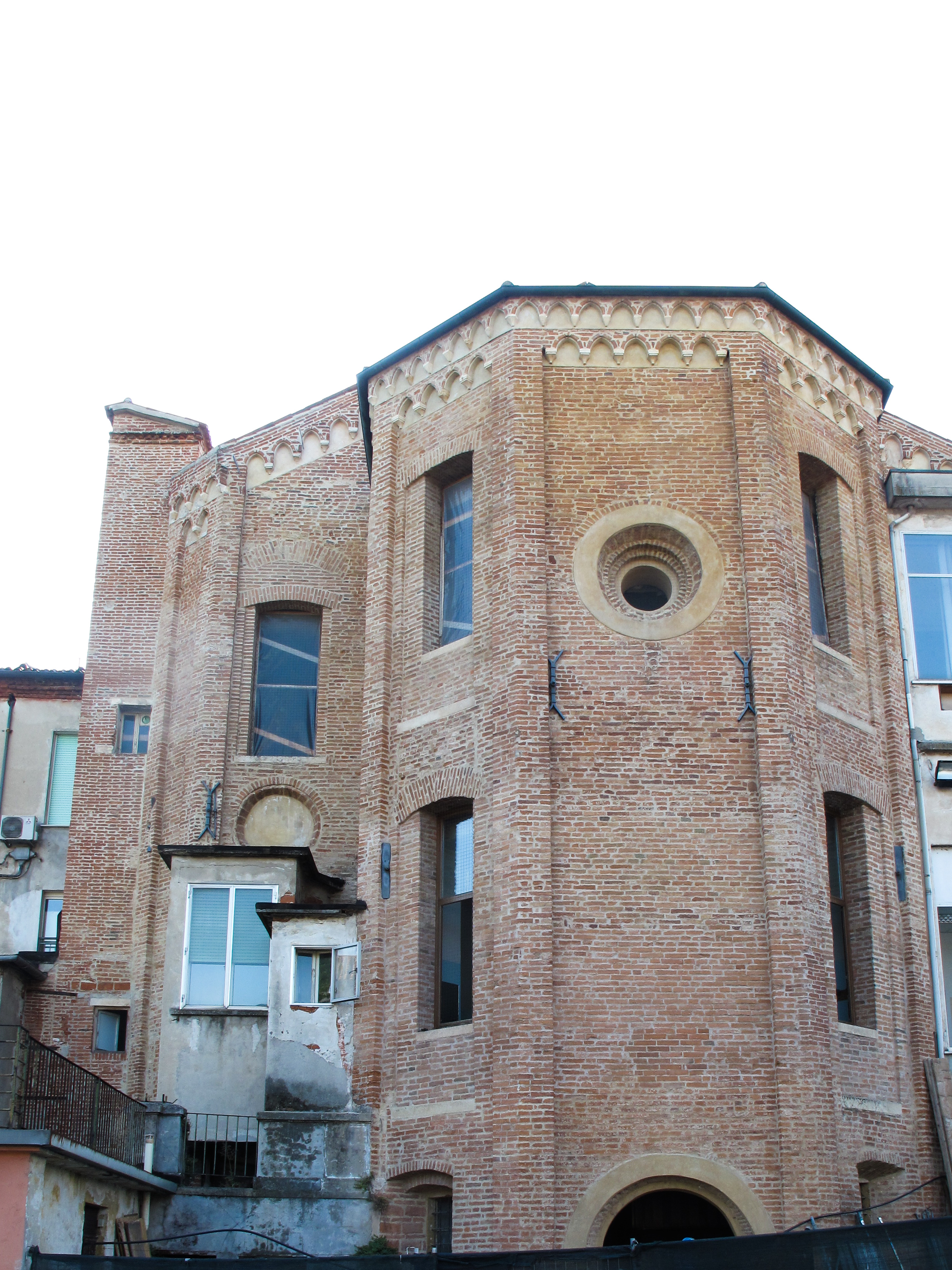
Abside della chiesa di San Bartolomeo

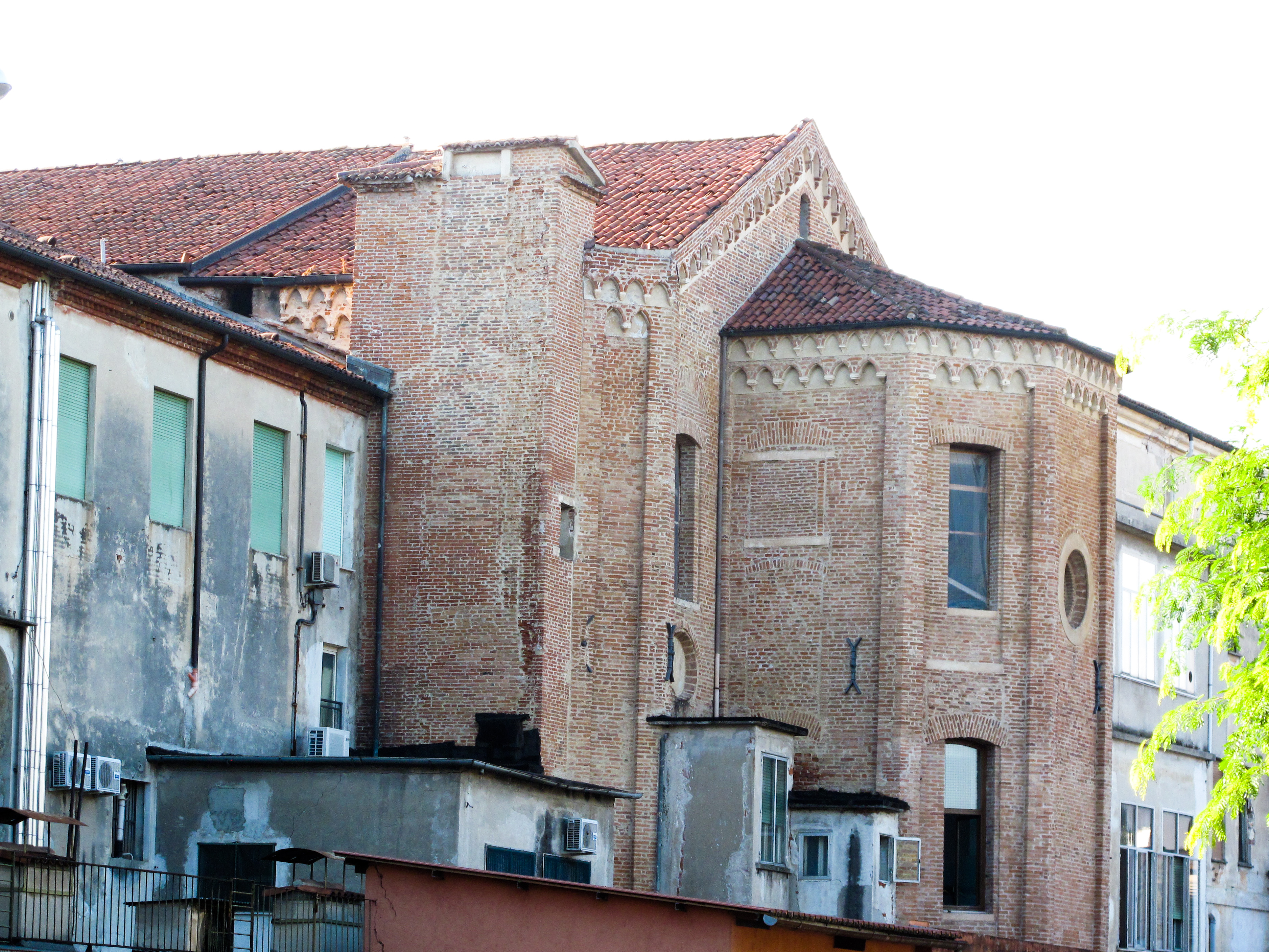
Abside della chiesa di San Bartolomeo

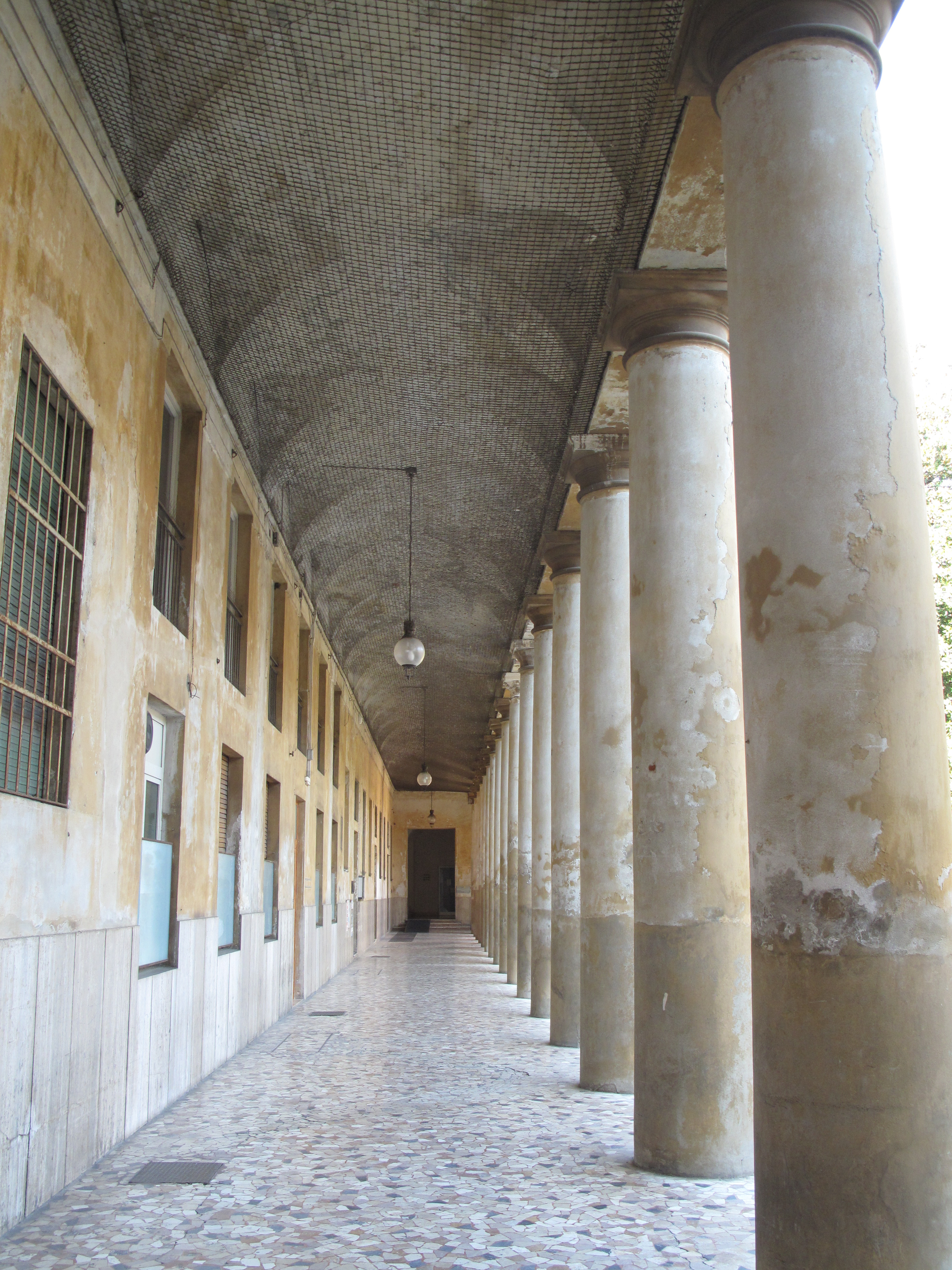
Monastero di San Bartolomeo - Chiostro

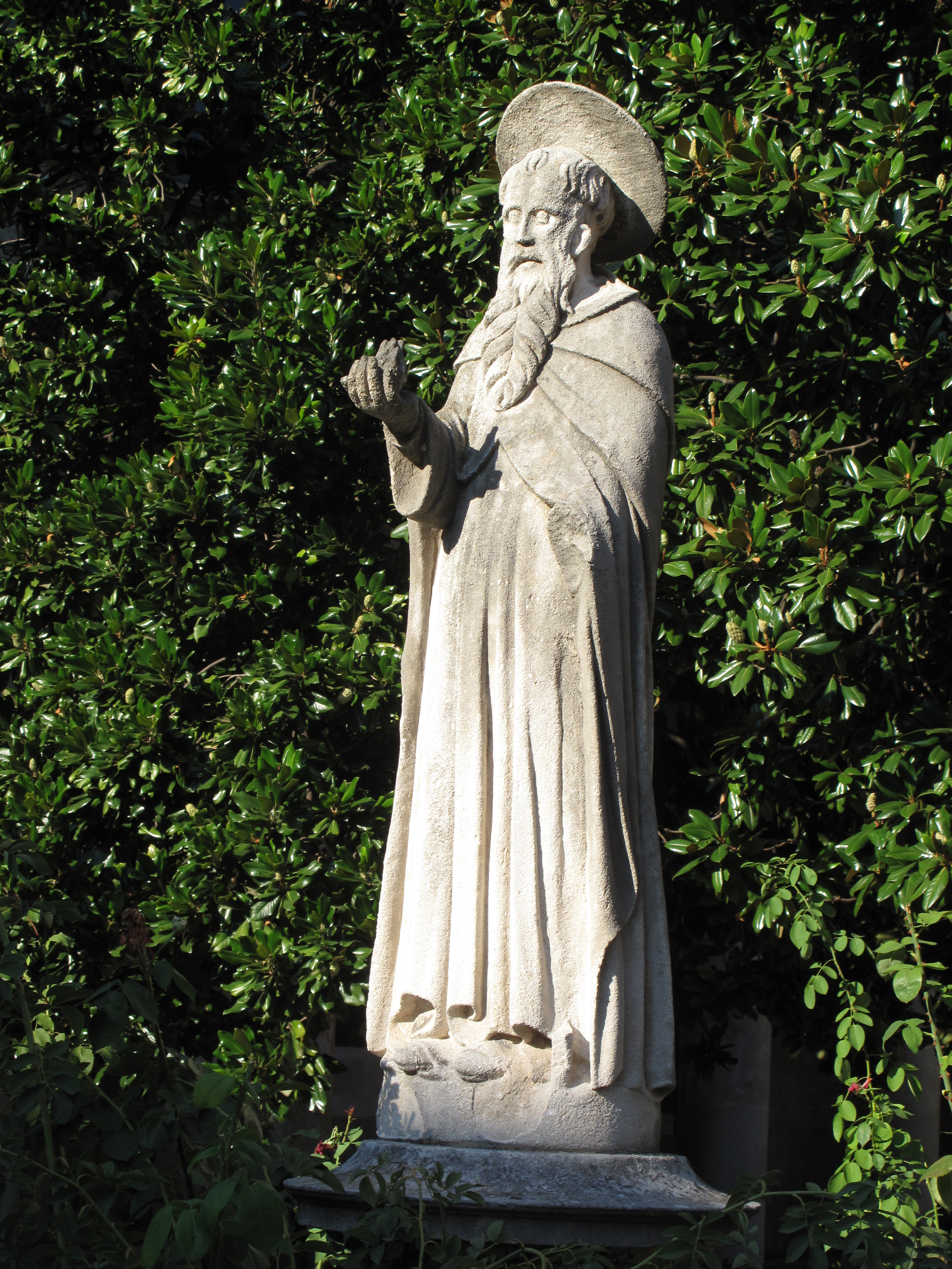
Cortile del chiostro - copia della statua di Sant'Antonio abate, qui portata dopo il trasferimento di quell'ospedale

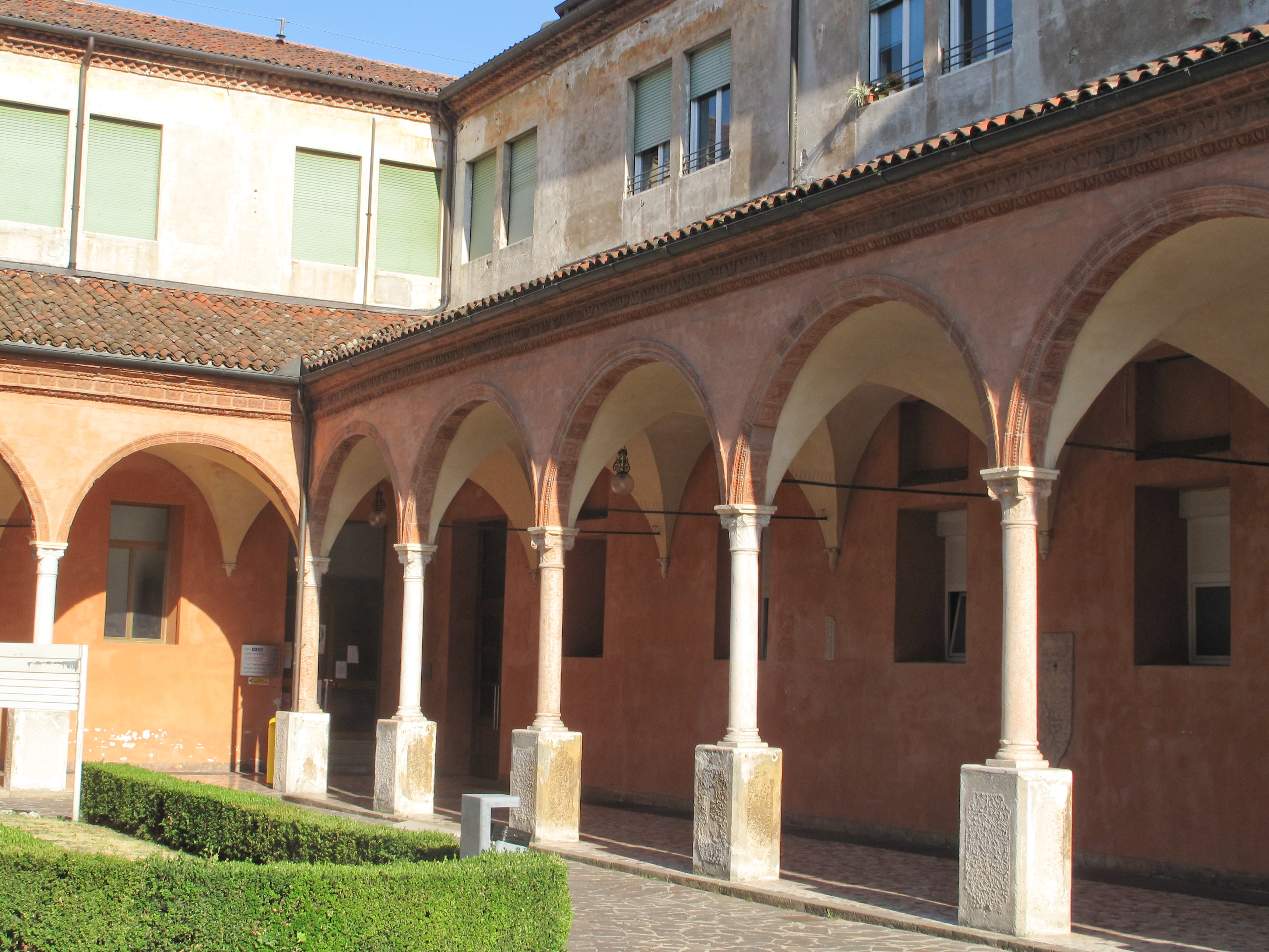
Monastero di San Bartolomeo - Chiostro

## Storia

### Medioevo
La prima notizia di una chiesetta intitolata a S. Bartholomeus de Riello situata in capite burgi Pusterla e anche in campanea Pusterlae si ha nei primi anni del XIII secolo: nel 1217 l'amministratore apostolico Nicolò Maltraversi ne benediceva la prima pietra, ad costruendam quandam ecclesiam extra vicentinam civitatem in loco ubi dicitur de Asteghello. In un atto di donazione ad un certo prete Damioto si dichiara che egli riceveva l'offerta pro se et suis confratribus, cioè un notaio, un medico e altri cooperatores et tonsores. Probabilmente si trattava di una piccola comunità di laici - come altre ad Olmo, Ognissanti, San Desiderio, Lisiera - che praticavano la vita comune e gestivano l'accoglienza a pellegrini, poveri e ammalati in un ospitale.
Qualche anno più tardi, sempre nella prima metà del secolo XIII, essi furono sostituiti dai canonici regolari di Sant'Agostino della Congregazione di San Marco di Mantova; nel 1237 viene citata per la prima volta la regola sancti Marci de Mantua. Con l'ampliamento del monastero scomparve l'hospitale S. Bartholomei, citato per l'ultima volta in un documento del 1251.
La Congregazione ebbe un rapido sviluppo: nati dalla riforma voluta da papa Gregorio VII, erano giunti in territorio vicentino nel 1215, a Sant'Eusebio di Sarego;  nel 1222 un gruppo di monaci e monache si staccò da San Bartolomeo per fondare il monastero di San Tommaso in Borgo Berga e, nel 1236, l'abbazia di Sant'Agostino. Il monastero di San Bartolomeo disponeva di notevoli rendite: nel 1317 possedeva circa 2000 campi nei territori di Malo e Cornedo Vicentino.
Come tutti quelli della Congregazione, anche questo monastero era doppio, cioè accoglieva sia religiosi maschi che femmine, che vivevano però in ambienti distinti e avevano due distinti priori. I monasteri doppi però non erano ben tollerati, perché davano adito a sospetti, e così nel 1419 papa Martino V ordinò ai canonici regolari di San Tommaso di riunirsi con i loro confratelli in San Bartolomeo e alle monache di quest'ultimo monastero di trasferirsi in quello di San Tommaso; negli ambienti lasciati liberi a San Tommaso si insediarono invece le clarisse osservanti. Questa concentrazione non favorì però San Bartolomeo che, ridotto ai minimi termini con la presenza di soli tre monaci, nel 1435 fu dato in commenda a Ermolao Barbaro vescovo di Verona, con l'incarico di riformarlo.
In realtà la riforma non gli riuscì e così nel 1443 papa Eugenio IV affidò il monastero ai canonici di Santa Maria di Frigionaia presso Lucca, che ne presero possesso nel 1445, una volta estinti gli ultimi canonici di San Marco di Mantova.
I nuovi commendatari - in seguito si chiamarono canonici lateranensi - si presero cura di restaurare sia spiritualmente che materialmente il monastero, che dieci anni dopo accoglieva una quindicina di religiosi. La chiesa fu rimaneggiata e ricostruita quasi completamente, il chiostro fu ristrutturato - probabilmente da Lorenzo da Bologna - e anche il campanile fu modificato e innalzato, intorno al 1540, da Giovanni da Porlezza e Girolamo Pittoni della bottega di Pedemuro. Si perse così ogni traccia della struttura artistica della primitiva chiesa del 1217.
Durante questo periodo - dall'inizio dei lavori alla loro conclusione passò quasi un secolo - le famiglie gentilizie vicentine si profusero in donazioni e lasciti, finanziando la costruzione di altari e la produzione di tele e di affreschi. Il complesso scultoreo, costituito dalle cornici marmoree delle cappelle, fu probabilmente realizzato dalla bottega di Pedemuro San Biagio, dove operava Giacomo da Porlezza. La decorazione pittorica era costituita da una tela di Giambattista Cima da Conegliano del 1489, da tre pale di Bartolomeo Montagna, eseguite tra il 1482 e il 1515, dalla Deposizione, capolavoro di Giovanni Buonconsiglio del 1495 e da altre due tele dello stesso pittore, da due tavole dei primi anni del 1500, una di Giovanni Speranza e l'altra di Marcello Fogolino. Particolarmente belli anche gli sportelli decorati dell'organo e gli stalli in legno intarsiato.
Sempre nel corso del XV secolo, sotto il priorato di San Bartolomeo furono unite le chiese monastiche di Santa Maria Etiopissa (poco fuori Vicenza sulla strada di Bassano), di Santa Maria di Panensacco di Valdagno e la chiesa con il convento di Santa Maria del Cengio di Isola Vicentina, cui si aggiunsero la chiesa e l'ospedale di Santa Maria di Brancafora in val d'Astico.

### Età moderna
Come tutti gli altri monasteri vicentini, intorno al 1537 anche San Bartolomeo fu gravato dal governo veneto - d'accordo con il papa Paolo III di cui era alleato - dal pagamento di pesanti decime, destinate a finanziare la guerra contro i turchi, tanto che fu costretto a vendere un certo numero di campi ubicati in Sant'Agostino.
Da vari documenti appare però che, nella seconda metà del XVI secolo, il monastero si trovava in condizioni piuttosto buone, con una scuola interna e una biblioteca di una certa importanza, un patrimonio con la rendita più alta tra gli altri monasteri vicentini dopo quello di San Felice, gli edifici erano ancora in ottime condizioni; i monaci erano una dozzina.
Quando però il vescovo di Vicenza Matteo Priuli, per dare attuazione ai decreti tridentini e istituire il seminario, impose un contributo a carico di tutte le chiese e conventi esistenti nelle diocesi, i Canonici lateranensi di San Bartolomeo si misero alla testa degli altri monasteri vicentini per rivendicare i privilegi e le esenzioni fino ad allora concessi dalla Santa Sede e alla fine riuscirono a spuntarla, sostenuti da un cardinale protettore che interpose i suoi buoni uffici presso la Camera Apostolica per far loro mantenere l'esenzione dai tributi diocesani.
Con decreto del 16 maggio 1771 il governo veneto soppresse i monasteri che avevano un numero di religiosi inferiore a quanto stabilito - quindi anche San Bartolomeo insieme con tutti i piccoli monasteri da esso dipendenti - e incamerò i beni nel demanio pubblico veneziano; il consiglio comunale di Vicenza fece allora richiesta al doge per ottenere il complesso conventuale e adibirlo a ospedale degli infermi. Così fu e nel complesso, acquistato dalla Banca dell'ospedale di Sant'Antonio per 8.000 ducati e ora denominato Ospedale Grande degli Infermi e dei Poveri, negli anni successivi confluirono altri ospedali della città: oltre a quello principale di Sant'Antonio, gli ospedali di San Lazzaro, dei santi Pietro e Paolo, dei santi Ambrogio e Bellino, di San Bovo e quelli della Pia Opera di Carità. Il monastero cominciò ad essere smantellato, con l'abbattimento dei muri delle celle per creare grandi sale di degenza; per il momento non furono fatti lavori nella chiesa, ma tredici tele importanti furono cedute al Comune di Vicenza per essere conservate nella pinacoteca civica.

### Età contemporanea

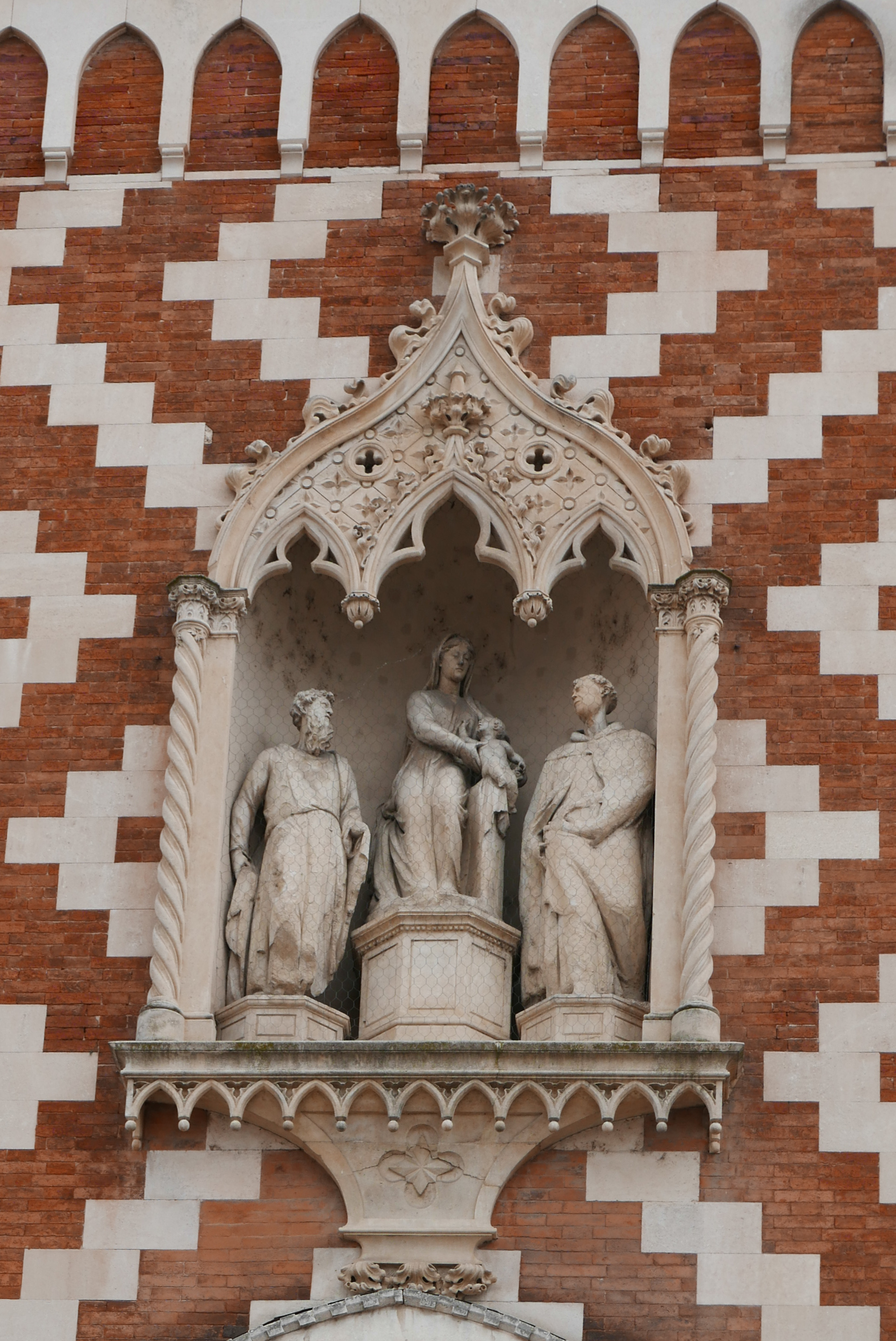
Gruppo scultoreo proveniente da San Bartolomeo, all'esterno della chiesa dei Carmini

L'ospedale si manifestò subito insufficiente per le esigenze del tempo, così nel 1838 all'architetto Bartolomeo Malacarne furono affidati l'ampliamento e la ristrutturazione del chiostro, dove alla parte costruita da Lorenzo da Bologna fu collegato un colonnato neo-dorico, ispirato ai più usuali canoni del neoclassicismo accademico e degli edifici, trasformati in camerate, uffici e servizi.
Della chiesa, una delle più ricche di arte e di storia della città, restò ben poco: l'esterno della parete dell'arco trionfale e l'abside a cinque lati; fu demolita la facciata - che era rivolta verso contra' San Bortolo ma in posizione arretrata - e la navata fu allungata fino alla strada per creare l'ingresso monumentale all'ospedale. Anche la ricca libreria del monastero, alla quale nel 1453 l'arciprete della cattedrale aveva lasciato un notevole numero di preziosi codici, andò dispersa e distrutta.
Il patrimonio artistico della chiesa venne disperso: una parte delle tele nel Museo Civico, altre e una parte delle cornici marmoree in diverse chiese di Vicenza, tra le quali quelle vicine di San Marco in San Girolamo (dipinti di santi in cornici ottagone) e dei Carmini (apparato scultoreo), oltre che alla Basilica di Monte Berico (stalli del coro).